# KHL Medveščak Zagrzeb
KHL Medveščak Zagrzeb – chorwacki klub hokejowy z siedzibą w Zagrzebiu. Drużyna występuje obecnie w dwóch rodzajach rozgrywek: w rodzimej lidze chorwackiej oraz w rozgrywkach Erste Bank Eishockey Liga.
Klub jest zdecydowanie najpopularniejszym klubem w Chorwacji. W sezonie 2009/2010 na trybuny rodzimej hali zasiadło prawie 200 tysięcy widzów. Dało to wzrost liczby widowni w całej lidze o 15%.

## Historia

### Rozgrywki w Jugosławii i Chorwacji

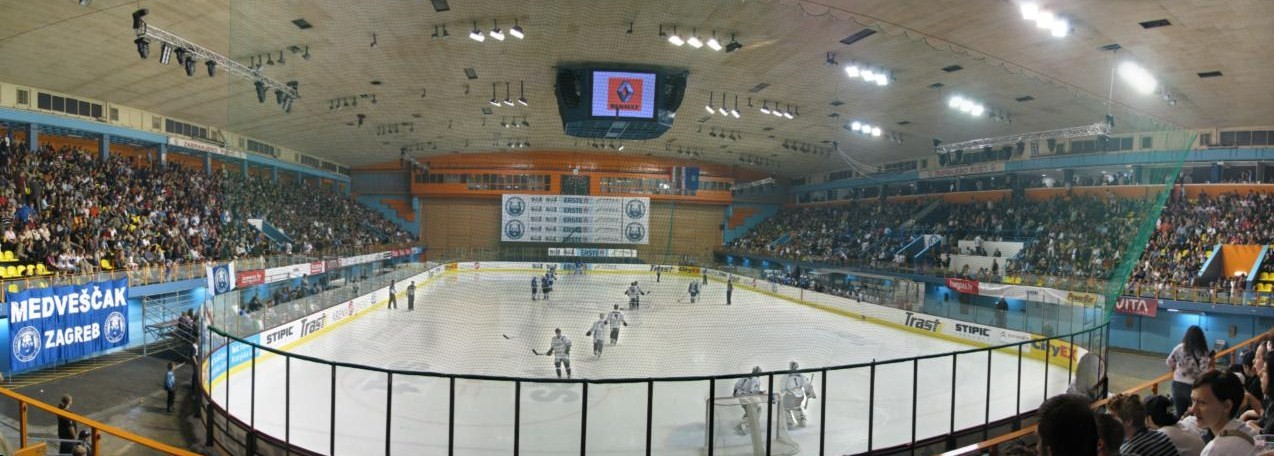
Lodowisko podczas meczu z Alba Volán Székesfehérvár (2009).

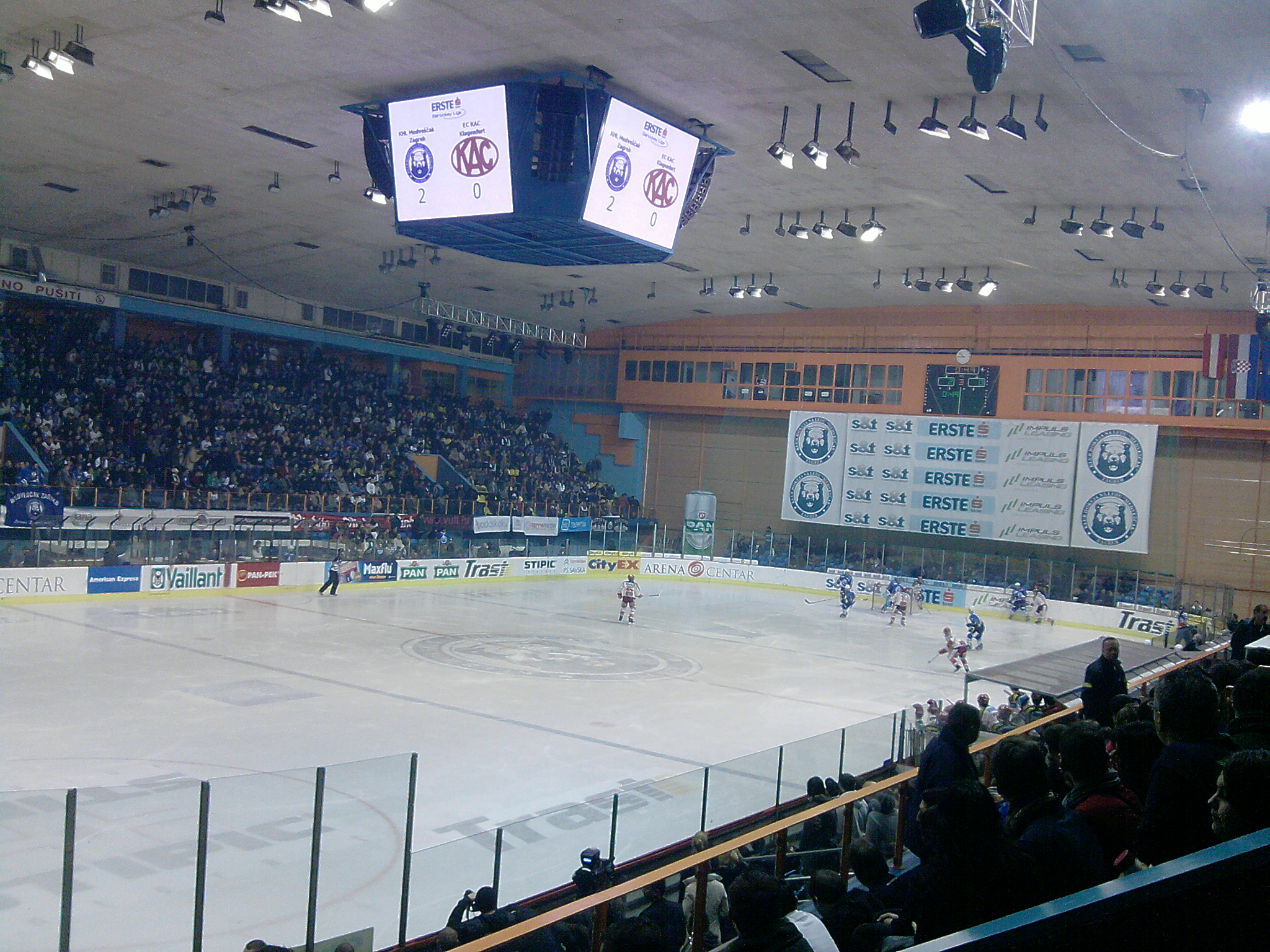
Lodowisko podczas meczu z EC KAC (2010).

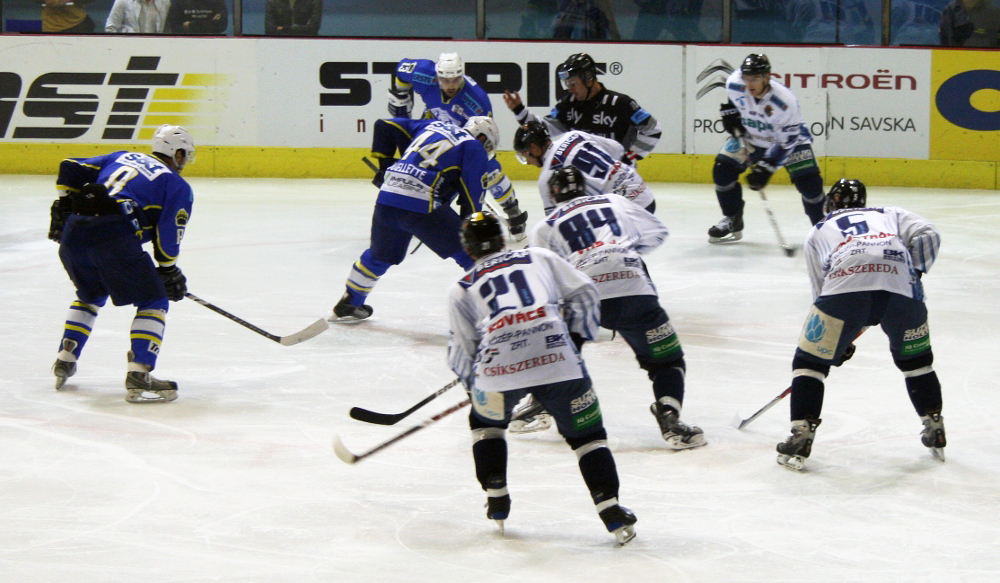
Wznowienie podczas meczu z Albą Volan (2009).

Medveščak założony został w 1961 roku po przekształceniu klubu SD Zagrzeb. Przez pierwsze dziesięć lat zespół grał na otwartym lodowisku Šalata, które mogło pomieścić nawet 5000 osób. W 1971 roku klub przeniósł się do mogącej pomieścić 6 300 widzów hali Dom sportova. W pierwszych dwóch dekadach swojego istnienia klub czternastokrotne stawał na podium mistrzostw Jugosławii, jednak dopiero w sezonie 1988/1989 zdobył pierwszy tytuł mistrza Jugosławii. W dwóch kolejnych sezonach powtórzył ten sukces będąc przy okazji ostatnim mistrzem Socjalistycznej Jugosławii. Sukcesy te były zasługą m.in. pozyskaniem sponsora publicznej spółki Gortan Building.
W rozgrywkach europejskich największym sukcesem jest awans do drugiej rundy Pucharu Europy w sezonie 1990/1991. Wtedy to drużyna z Zagrzebia pokonała w pierwszej rundzie włoskie HC Bolzano, czy też austriackie VEU Feldkirch. W drugiej rundzie zajęła trzecie miejsce w czterozespołowej grupie minimalnie ulegając fińskiemu TPS oraz niemieckiemu Düsseldorfer EG pokonując przy tym francuską drużynę z Rouen. Po tym sezonie zespół stracił sponsora. Spowodowane było to transformacją ustrojową w rozpadającym się państwie jugosłowiańskim. Problemy finansowe sponsorów spowodowały, iż bez finansowania spółek klub stracił status mocnej drużyny w regionie stając się amatorską drużyną grająca w lidze chorwackiej.
W lidze chorwackiej drużyna uczestniczy od jej powstania, czyli sezonu 1991/1992. Zdobył w niej czternaście tytułów. Mocna pozycja w Chorwacji spowodowała, iż klub został zaproszony do słoweńskiej ligi w sezonie 2007/08, w której w sezonie zasadniczym zajął drugie miejsce, jednak w fazie play-off nie mógł uczestniczyć. W drugim sezonie w lidze słoweńskiej drużyna Medveščaka zwyciężyła w sezonie zasadniczym i mogła zagrać w fazie play-off w której odpadła w fazie półfinałowej w której zmierzyła się z grającej w lidze EBEL Olimpiją Lublana 0:4.

### Rozgrywki EBEL
W dniu 15 maja 2009 roku drużyna została przyjęta przez kierownictwo ligi EBEL do grona dziewięciu już uczestniczących w rozgrywkach drużyn. Stała się przy tym czwartą drużyną w historii ligi, która swoją siedzibę ma poza terytorium Austrii. W wyniku czego w dniu 1 sierpnia do klubu zatrudniono kanadyjskiego trenera Enio Sacilotto. Wcześniej na stanowisko głównego menedżera przyjęto Amerykanina Douglasa Bradleya. 24 listopada 2009 roku po dwudziestu pięciu kolejkach Sacilotto został zwolniony. Powodem tej decyzji były słabe wyniki (8. miejsce na 10 drużyn). Nowym trenerem zespołu został Ted Sator – były trener drużyn NHL: New York Rangers oraz Buffalo Sabres. Sator doprowadził do zajęcia na koniec sezonu zasadniczego ósmego miejsca. W 54 spotkaniach drużyna z Zagrzebia zwyciężyła w 25 meczach, zdobywając 160 bramek tracąc przy tym 182. Drużyna awansowała do fazy play-off w której w ćwierćfinale zmierzyła się ze zwycięzcą sezonu zasadniczego EC Graz 99ers. Po pierwszych dwóch spotkaniach tej rundy Medveščak przegrywał 0:2 jednak w kolejnych czterech spotkaniach to drużyna niedźwiedzi i to ona niespodziewanie awansowała do fazy półfinałowej ligi. Medveščak został jedyną drużyną spoza Austrii, która wystartowała w półfinale sezonu 2009/2010 i drugą po Olimpii Lublanie drużyną spoza Austrii, która tego dokonała. W p ółfinale drużyna jednak przegrała z późniejszym mistrzem EC Red Bull Salzburg 1:4. W sezonie 2009/2010 drużyna rezerw uczestniczyła w międzynarodowej Slohokej Liga. Do 2013 trenerem drużyny był Amerykanin Marty Raymond.
W drodze wyjątku drużyna rozgrywa swoje mecze w rzymskim amfiteatrze w Puli z 2 p.n.e.. W sezonie EBEL (2012/2013) drużyna zajęła 4. miejsce w sezonie zasadniczym, a w fazie play-off w 1/4 finału uległa EC Red Bull Salzburg 2:4 i odpadła z dalszej rywalizacji.

### Rozgrywki KHL (2013-2017)
Od 2012 roku klub starał się o przyjęcie do międzynarodowych rozgrywek KHL. 26 marca 2013 roku jego przedstawiciele złożyli wniosek aplikacyjny o angaż w sezonie KHL (2013/2014). 29 kwietnia 2013 roku władze ligi podjęły decyzję o przyjęciu klubu KHL Medveščak Zagrzeb od sezonu 2013/2014. Od czerwca 2013 szkoleniowcem zespołu jest Kanadyjczyk Mark French (wcześniej trener drużyny Hershey Bears w lidze AHL). W statystyce wszystkich drużyn na początku sezonu KHL ekipa Zagrzebia dysponowała najwyższą średnią wzrostu i wagi zawodników w składzie. W czerwcu 2014 trenerem klubu został Amerykanin Chuck Weber. W październiku jego następcą został Kanadyjczyk Doug Shedden. W czerwcu 2015 trenerem klubu został Kanadyjczyk Gordie Dwyer. Następnie drużyna uczestniczyła w sezonach KHL (2014/2015), KHL (2015/2016), KHL (2016/2017), ani raz nie awansując do fazy play-off.

### Powrót do EBEL
W marcu władze ligi EBEL zatwierdziły klub jako pełnoprawnego uczestnika rozgrywek od sezonu 2017/2018; tym samym klub wycofał zespół z ligi KHL. Od lipca głównym trenerem został dotychczasowy asystent, Connor Cameron.

## Sukcesy
- Mistrzostwo Jugosławii (3 razy): 1989, 1990, 1991
- Puchar Jugosławii (4 razy): 1988, 1989, 1990, 1991
- Mistrzostwo Chorwacji (19 razy): 1995, 1997, 1998, 1999, 2000, 2001, 2002, 2003, 2004, 2005, 2006, 2007, 2009, 2010, 2011, 2012, 2013, 2014, 2015
- Półfinał rozgrywek EBEL (2 razy): 2010, 2012

## Kadra w sezonie2016/2017
| Bramkarze: - Michael Garnett - Serhij Hajduczenko - Drew MacIntyre Obrońcy: - Goran Bezina - Mark Katic - Jakub Krejčík - Thomas Larkin - Shaone Morrisonn - Blake Parlett - Yann Sauvé - Derek Smith |  | Napastnicy: - Ilja Arkałow - Alexandre Bolduc - Cobbyr Butler - Colby Genoway - T.J. Galiardi - Alexandre Giroux - Mike Glumac - Edwin Hedberg - Lucas Lessio - Samson Mahbod - Brandon McMillan - Tomáš Mertl - Nathan Perkovich - Jiří Smejkal - Tomislav Zanoški |

## Najskuteczniejsi zawodnicy sezonu zasadniczego
Stan na 20 lutego 2010

M = Mecze; G = Gole; A = Asysty; PKT = Punkty; P/M = średnia punktów na mecz

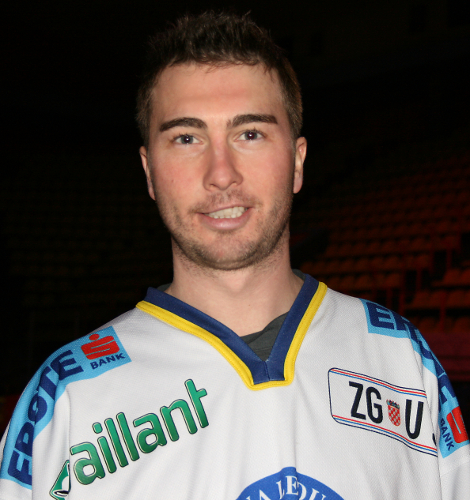
T. J. Guidarelli najskuteczniejszy zawodnik Medveščaka w EBEL.

Statystyka dotyczy tylko sezonów w lidze EBEL.
| Zawodnik         | M  | G  | A  | PKT | P/M  |
| T. J. Guidarelli | 52 | 10 | 39 | 49  | 0.94 |
| Mike Ouellette   | 52 | 24 | 24 | 48  | 0.92 |
| Joel Prpic       | 54 | 15 | 28 | 43  | 0.80 |
| Aaron Fox        | 52 | 15 | 28 | 43  | 0.83 |
| John Hečimović   | 49 | 20 | 19 | 39  | 0.80 |
| Brad Smyth       | 44 | 18 | 19 | 37  | 0.84 |
| Andy Sertich     | 54 | 8  | 26 | 34  | 0.63 |
| Alan Letang      | 50 | 10 | 19 | 29  | 0.58 |
| Jeff Heerema     | 28 | 7  | 17 | 24  | 0.86 |
| Robby Sandrock   | 30 | 8  | 15 | 23  | 0.77 |